# Харащук Тетяна Миколаївна
Тетя́на Микола́ївна Харащу́к (* 2002) — українська легкоатлетка.

## Життєпис
Представляє Івано-Франківську область; клуб КДЮСШ міста Коломия. 
В січні 2018 року здобула срібну нагороду на Чемпіонаті України з легкої атлетики в приміщенні серед юнаків 2018.
Січнем 2019-го здобула срібло на Чемпіонаті України з легкої атлетики в приміщенні серед юнаків 2019
В червні 2019 року здобула бронзову нагороду на Чемпіонаті України з легкої атлетики серед юнаків 2019.